# 1863 v športu
1863 v športu.

## Bejzbol
- Klub Eckford iz Brooklyna zmaga vseh deset tekem proti klubom iz NABBP

## Golf
- Odprto prvenstvo Angije - zmagovalec Willie Park starejši

## Konjske dirke
- Grand Prix de Paris

## Nogomet
- 26. oktober - ustanovljen The Football Association v Londonu kot regulator nogometnih pravil v celotni Angliji

## Veslanje
- Regata Oxford-Cambridge - zmagovalec Oxford

## Rojstva
- 1. januar - Pierre de Coubertin, francoski zgodovinar, pedagog in ustanovitelj modernih Olimpijskih iger
- 9. januar - David Danskin, angleški nogometaš in soustanovitelj kluba Arsenal F.C.